# شیوانی راگووانشی
شیوانی راگووانشی (به انگلیسی: Shivani Raghuvanshi) (زاده ۱۹ ژوئن ۱۹۹۱) بازیگر هندی است.
از کارهای معروف او می‌توان به بازی در مجموعه تلویزیونی ساخته‌شده در بهشت و فیلم‌های پروانه، الهه اشاره کرد.